# Gondos Flóra
Gondos Flóra Piroska (Bécs, 1992. április 11. –) magyar műugró. A Rugóláb Lendület SE versenyzője.
Tizenkét éves koráig tornász volt, ezt követően kezdett foglalkozni a műugrással. 2006-ban részt vett az ifjúsági Európa-bajnokságon. 2007-ben az ifi Eb-n a B-kategória versenyein 1 méteren és 3 méteren 10., 3 méter szinkronban 7. volt. 2008-ban megszerezte első felnőtt magyar bajnoki címét. Az ifi Eb-n nem jutott a döntőbe. A felnőtt Európa-bajnokságon a 3 méteres szinkronugrásban Reisinger Zsófiával tizedik lett.
2009-ben a világbajnokságon 1 méteren 28., 3 méteren 24., 3 méter szinkronban 12. volt. Az Európa-bajnokságon 1 méteren 16., 3 méter szinkronban (Reisinger) hatodik volt. A budapesti ifjúsági Európa-bajnokságon A-kategóriában 1 méteren 15., 3 méteren második, toronyban hatodik, szinkronban (Bogyay Katalin) hetedik lett. 2010-ben az Európa-bajnokságon 3 méteren hetedik, 3 méter szinkronban (Reisinger) hatodik volt. A junior vb-n 1 méteren 17., 3 méteren 19., toronyban 16. volt. Az ifi Eb-n 3 méteren hetedik, 3 méter szinkronban (Bogyay) ötödik, toronyugrásban kilencedik volt.
2011-ben a vb-n 3 méteren 32., 3 méter szinkronban (Reisinger) 14. volt. Az Európa-bajnokságon 1 méteren 24. 3 méteren tizedik, 3 méter szinkronban (Reisinger) hatodik lett. 2012-ben a kontinens bajnokságon 3 méteren 18., szinkronban (Reisinger) hatodik volt. A Londonban megrendezett februári olimpiai kvalifikációs versenyen elért helyezése alapján kvótát szerzett, ez azonban csak júniusban vált biztossá, miután a FINA összesítette a végleges indulók névsorát (nem szabadkártyát kapott). Az ötkarikás játékokon 3 méteren 22. lett és kiesett a selejtezőben.
A 2013-as Európa-bajnokságon 3 méteren a 14., 3 méter szinkronban (Reisinger) a hetedik helyen végzett.
A 2013-as világbajnokságon 3 méteres szinkronugrásban (Reisinger) 15., egyéni 3 méteren 37. lett.
A 2015-ös Európa-bajnokságon 1 méteren 19., 3 méteren 18. lett. Szinkron műugrásban (Kormos Villő) hetedik helyen végzett. A 2015-ös univrsiadén 1 méteren 24., 3 méteren 8., szinkron műugrásban (Kormos) 5. volt. A 2015-ös úszó-világbajnokságon szinkron műugrásban (Kormos) 17., 3 méteren 29. lett.
A 2017-es Európa-bajnokságon szinkron műugrásban (Kormos) 7. volt.
A 2017-es budapesti világbajnokságon Kormos Villővel párban a 17. helyen végzett a 3 méteres szinkronugrás selejtezőjében, és nem jutott be a döntőbe.
2018. március 8-án bejelentette visszavonulását.

## Díjai, elismerései
- Az év magyar műugrója (2009, 2012)